# Rovaniemi hovrätt
Rovaniemi hovrätt (finska: Rovaniemen hovioikeus) är en hovrätt i Finland vars domkrets omfattar landskapen Lappland, Kajanaland och Norra Österbotten. Hovrätten inrättades 1 maj 1979 (genom lagen den 14 april 1976) och har kansli i Rovaniemi. Hovrättens domkrets består av fem tingsrätter. Genom Statsrådets förordning om hovrätternas domkretsar (337/2013) den 8 maj 2013, vilken trädde i kraft 1 april 2014, tillfördes Kajanalands tingsrätt från Östra Finlands hovrätt.

## Presidenter
President i hovrätten är sedan 1 januari 2014 Marianne Wagner-Prenner.
- ????-2013: Esko Oikarinen[5]

## Tingsrätter
Hovrätten omfattade fem tingsrätter innan indelning införd 2019 när det blev tre:
- Kemi-Torneå tingsrätt slogs samman med Lapplands tingsrätt 2019
- Kajanalands tingsrätt
- Lapplands tingsrätt
- Uleåborgs tingsrätt
- Ylivieska-Brahestads tingsrätt slogs samman med Uleåborgs tingsrätt 2019